# Silene sennenii
Espèce
Classification phylogénétique
Statut de conservation UICN

 EN B1ab(i,ii,iii,iv,v)+2ab(i,ii,iii,iv,v) : En danger
Silene sennenii est une espèce de plantes à fleurs de la famille des Caryophyllacées.
C'est une plante endémique en Espagne. Son habitat naturel est de type méditerranéen est sa végétation est arbustive. Silene sennenii est menacé par la destruction de son habitat.